# Államok vezetőinek listája 1981-ben
Ezen az oldalon az 1981-ben fennálló államok vezetőinek névsora olvasható földrészek, majd országok szerinti bontásban.

## Európa
- Albánia (népköztársaság)
  - A kommunista párt főtitkára – Enver Hoxha (1944–1985)
  - Államfő - Haxhi Lleshi (1953–1982), lista
  - Kormányfő - 
    1. Mehmet Shehu (1954–1981)
    2. Adil Çarçani (1981–1991), lista
- Andorra (parlamentáris társhercegség)
  - Társhercegek
    - Francia társherceg - 
      1. Valéry Giscard d’Estaing (1974–1981)
      2. François Mitterrand (1981–1995), lista

    - Episzkopális társherceg - Joan Martí i Alanis (1971–2003), lista
- Ausztria (szövetségi köztársaság)
  - Államfő - Rudolf Kirchschläger (1974–1986), lista
  - Kancellár - Bruno Kreisky (1970–1983), szövetségi kancellár lista
- Belgium (parlamentáris monarchia)
  - Uralkodó - I. Baldvin király (1951–1993)
  - Kormányfő - 
    1. Wilfried Martens (1979–1981)
    2. Mark Eyskens (1981)
    3. Wilfried Martens (1981–1992), lista
- Bulgária (népköztársaság)
  - A kommunista párt vezetője – Todor Zsivkov (1954–1989), a Bolgár Kommunista Párt főtitkára
  - Államfő - Todor Zsivkov (1971–1989), lista
  - Kormányfő - 
    1. Sztanko Todorov (1971–1981)
    2. Grisa Filipov (1981–1986), lista
- Ciprus (köztársaság)
  - Államfő - Szpírosz Kiprianú (1977–1988), lista
  -  Észak-Ciprus (1975 óta török megszállás alatt)
    - Államfő - Rauf Raif Denktaş (1975–2005), lista
    - Kormányfő - Mustafa Çağatay (1978–1985), lista
- Csehszlovákia (népköztársaság)
  - A kommunista párt vezetője – Gustáv Husák (1969–1987), a Csehszlovák Kommunista Párt főtitkára
  - Államfő - Gustáv Husák (1975–1989), lista
  - Kormányfő - Lubomír Štrougal (1970–1988), lista
- Dánia (parlamentáris monarchia)
  - Uralkodó - II. Margit királynő (1972–2024)
  - Kormányfő - Anker Jørgensen (1975–1982), lista
  -  Feröer
    - Kormányfő – 
      1. Atli Pætursson Dam (1970–1981)
      2. Pauli Ellefsen (1981–1985), lista

  -  Grönland
    - Kormányfő – Jonathan Motzfeldt (1979–1991), lista
- Egyesült Királyság (parlamentáris monarchia)
  - Uralkodó - II. Erzsébet Nagy-Britannia királynője (1952–2022)
  - Kormányfő - Margaret Thatcher (1979–1990), lista
  -  Gibraltár (brit tengerentúli terület)
    - Kormányzó - Sir William Jackson (1978–1982), lista
    - Főminiszter – Sir Joshua Hassan (1972–1987), lista

  -  Guernsey Bailiffség (brit koronafüggőség)
    - Alkormányzó - Sir Peter Le Cheminant (1980–1985), lista

  -  Jersey Bailiffség (brit koronafüggőség)
    - Alkormányzó - Sir Peter Whiteley (1979–1985), lista

  -  Man-sziget (brit koronafüggőség)
    - Alkormányzó - Sir Nigel Cecil (1980–1985), lista
- Finnország (köztársaság)
  - Államfő - 
    1. Urho Kekkonen (1956–1981)
    2. Mauno Koivisto (1981–1994), lista

  - Kormányfő - 
    1. Mauno Koivisto (1979–1982)
    2. Eino Uusitalo (1981–1982), ügyvezető, lista

  -  Åland
    - Kormányfő – Folke Woivalin (1979–1988)
- Franciaország (köztársaság)
  - Államfő - 
    1. Valéry Giscard d’Estaing (1974–1981)
    2. François Mitterrand (1981–1995), lista

  - Kormányfő – 
    1. Raymond Barre (1976–1981)
    2. Pierre Mauroy (1981–1984), lista
- Görögország (köztársaság)
  - Államfő - Konsztantínosz Karamanlisz (1980–1985), lista
  - Kormányfő - 
    1. Georgiosz Rállisz (1980–1981)
    2. Andréasz Papandréu (1981–1989), lista
- Hollandia (parlamentáris monarchia)
  - Uralkodó - Beatrix királynő (1980–2013)
  - Miniszterelnök - Dries van Agt (1977–1982), lista
  -  Holland Antillák (a Holland Királyság tagállama)
    - lásd Észak-Amerikánál
- Izland (köztársaság)
  - Államfő - Vigdís Finnbogadóttir (1980–1996), lista
  - Kormányfő - Gunnar Thoroddsen (1980–1983), lista
- Írország (köztársaság)
  - Államfő - Patrick Hillery (1976–1990), lista
  - Kormányfő - 
    1. Charles Haughey (1979–1981)
    2. Garret FitzGerald (1981–1982), lista
- Jugoszlávia (népköztársaság)
  - A kommunista párt vezetője – 
    1. Lazar Mojsov (1980–1981)
    2. Dušan Dragosavac (1981–1982), a Jugoszláv Kommunista Liga Elnökségének elnöke

  - Államfő - 
    1. Cvijetin Mijatović (1980–1981)
    2. Sergej Kraigher (1981–1982), Jugoszlávia Elnöksége elnöke, lista

  - Kormányfő - Veselin Đuranović (1977–1982), lista
- Lengyelország (népköztársaság)
  - A kommunista párt vezetője – 
    1. Stanisław Kania (1980–1981)
    2. Wojciech Jaruzelski (1981–1989), a Lengyel Egyesült Munkáspárt KB első titkára

  - Államfő - Henryk Jabłoński (1972–1985), lista
  - Kormányfő - 
    1. Józef Pińkowski (1980–1981)
    2. Wojciech Jaruzelski (1981–1985), lista
- Liechtenstein
  - Uralkodó - II. Ferenc József herceg (1938–1989)
  - Kormányfő - Hans Brunhart (1978–1993), lista
- Luxemburg (parlamentáris monarchia)
  - Uralkodó - János nagyherceg (1964–2000)
  - Kormányfő - Pierre Werner (1979–1984), lista
- Magyarország (népköztársaság)
  - A kommunista párt vezetője – Kádár János (1956–1988), a Magyar Szocialista Munkáspárt első titkára
  - Államfő - Losonczi Pál (1967–1987), az Elnöki Tanács elnöke, lista
  - Kormányfő - Lázár György (1975–1987), lista
- Málta (köztársaság)
  - Államfő -  
    1. Anton Buttiġieġ (1976–1981)
    2. Albert Hyzler (1981–1982), ügyvivő, lista

  - Kormányfő - Dom Mintoff (1971–1984), lista
- Monaco
  - Uralkodó - III. Rainier herceg (1949–2005)
  - Államminiszter - 
    1. André Saint-Mleux (1972–1981)
    2. Jean Herly (1981–1985), lista
- NDK (Német Demokratikus Köztársaság) (népköztársaság)
  - A kommunista párt vezetője – Erich Honecker (1971–1989), a Német Szocialista Egységpárt főtitkára
  - Államfő – Erich Honecker (1976–1989), az NDK Államtanácsának elnöke
  - Kormányfő – Willi Stoph (1976–1989), az NDK Minisztertanácsának elnöke
- NSZK (Német Szövetségi Köztársaság) (szövetségi köztársaság)
  - Államfő - Karl Carstens (1979–1984), lista
  - Kancellár - Helmut Schmidt (1974–1982), lista
- Norvégia (parlamentáris monarchia)
  - Uralkodó - V. Olaf király (1957–1991)
  - Kormányfő - 
    1. Odvar Nordli (1976–1981)
    2. Gro Harlem Brundtland (1981)
    3. Kåre Willoch (1981–1986), lista
- Olaszország (köztársaság)
  - Államfő - Sandro Pertini (1978–1985), lista
  - Kormányfő - 
    1. Arnaldo Forlani (1980–1981)
    2. Giovanni Spadolini (1981–1982), lista
- Portugália (köztársaság)
  - Államfő - António Ramalho Eanes (1976–1986), lista
  - Kormányfő - 
    1. Diogo de Freitas do Amaral (1980–1981)
    2. Francisco Pinto Balsemão (1981–1983), lista
- Románia (népköztársaság)
  - A kommunista párt vezetője – Nicolae Ceaușescu (1965–1989), a Román Kommunista Párt főtitkára
  - Államfő - Nicolae Ceaușescu (1967–1989), lista
  - Kormányfő - Ilie Verdeț (1979–1982), lista
- San Marino (köztársaság)
  - Régenskapitányok
- Spanyolország (parlamentáris monarchia)
  - Uralkodó - I. János Károly király (1975–2014)
  - Kormányfő - 
    1. Adolfo Suárez (1976–1981)
    2. Leopoldo Calvo Sotelo (1981–1982), lista
- Svájc (konföderáció)
  - Szövetségi Tanács:[1]
Kurt Furgler (1971–1986), elnök, Willy Ritschard (1973–1983), Hans Hürlimann (1973–1982), Georges-André Chevallaz (1973–1983), Fritz Honegger (1978–1982), Pierre Aubert (1978–1987), Leon Schlumpf (1979–1987)
- Svédország (parlamentáris monarchia)
  - Uralkodó - XVI. Károly Gusztáv király (1973–)
  - Kormányfő - Thorbjörn Fälldin (1979–1982), lista
- Szovjetunió (szövetségi népköztársaság)
  - A kommunista párt vezetője – Leonyid Brezsnyev (1964–1982), a Szovjetunió Kommunista Pártjának főtitkára
  - Államfő – Leonyid Brezsnyev (1977–1982), lista
  - Kormányfő – Nyikolaj Tyihonov (1980–1985), lista
- Vatikán (abszolút monarchia)
  - Uralkodó - II. János Pál pápa (1978–2005)
  - Államtitkár - Agostino Casaroli bíboros (1979–1990), lista

## Afrika
- Algéria (köztársaság)
  - Államfő - Csadli Bendzsedid (1979–1992), lista
  - Kormányfő - Mohamed Ben Ahmed Abdelgáni (1979–1984), lista
- Angola (népköztársaság)
  - A kommunista párt vezetője –  José Eduardo dos Santos (1979–1991), az Angolai Munkáspárt Népi Mozgalmának főtitkára
  - Államfő - José Eduardo dos Santos (1979–2017), lista
- Benin (népköztársaság)
  - A kommunista párt vezetője – Mathieu Kérékou tábornok (1979–1990), a Benini Népi Forradalmi Párt főtitkára
  - Államfő - Mathieu Kérékou tábornok (1972–1991), lista
- Bissau-Guinea (köztársaság)
  - Államfő - João Bernardo Vieira (1980–1984), lista
- Botswana (köztársaság)
  - Államfő - Quett Masire (1980–1998), lista
- Burundi (köztársaság)
  - Államfő - Jean-Baptiste Bagaza (1976–1987), lista
- Csád (köztársaság)
  - Államfő - Goukouni Oueddei (1979–1982), lista
- Comore-szigetek (köztársaság)
  - Államfő - Ahmed Abdallah (1978–1989), lista
  - Kormányfő – Salim Ben Ali (1978–1982), lista
- Dél-afrikai Köztársaság (köztársaság)
  - Államfő - Marais Viljoen (1979–1984), lista
  -  Bophuthatswana (el nem ismert állam)
    - Államfő - Lucas Mangope (1968–1994)[2]

  -  Ciskei (el nem ismert állam)
  - Ciskei 1981. december 4-én kiáltotta ki függetlenségét.
    - Államfő - Lennox Sebe (1973–1990)[3]

  -  Transkei (el nem ismert állam)
    - Államfő - Kaiser Matanzima (1979–1986)
    - Kormányfő - George Matanzima(1979–1987), lista

  -  Venda (el nem ismert állam)
    - Államfő - Patrick Mphephu (1969–1988)[4]

  - Délnyugat-Afrika (Népszövetségi mandátum, dél-afrikai igazgatás alatt)
    - Főadminisztrátor – Danie Hough (1980–1983), lista
    - Kormányfő – Dirk Mudge (1980–1983), Délnyugat-Afrika miniszterelnöke
- Dzsibuti (köztársaság)
  - Államfő - Hassan Gouled Aptidon (1977–1999), lista
  - Kormányfő - Barkat Gourad Hamadou (1978–2001), lista
- Egyenlítői-Guinea (köztársaság)
  - Államfő - Teodoro Obiang Nguema Mbasogo (1979–), lista
- Egyiptom (köztársaság)
  - Államfő - 
    1. Anvar Szadat (1970–1981)
    2. Szúfi Abu Táleb (1981), ügyvivő
    3. Hoszni Mubárak (1981–2011), lista

  - Kormányfő - 
    1. Anvar Szadat (1980–1981)
    2. Hoszni Mubárak (1981–1982), lista
- Elefántcsontpart (köztársaság)
  - Államfő - Félix Houphouët-Boigny (1960–1993), lista
- Etiópia (népköztársaság)
  - Államfő - Mengisztu Hailé Mariam alezredes (1977–1991), lista
- Felső-Volta (köztársaság)
  - Államfő - Saye Zerbo (1980–1982), lista
  - Kormányfő - Saye Zerbo (1980–1982), lista
- Gabon (köztársaság)
  - Államfő - Omar Bongo (1967–2009), lista
  - Kormányfő - Léon Mébiame (1975–1990), lista
- Gambia (köztársaság)
  - Államfő - Sir Dawda Jawara (1970–1994), lista
- Ghána (köztársaság)
  - Államfő- 
    1. Hilla Limann (1979–1981)
    2. Jerry Rawlings (1981–2001), lista
- Guinea (köztársaság)
  - Államfő - Sékou Ahmad Touré (1958–1984), lista
  - Kormányfő – Louis Lansana Beavogui (1972–1984), lista
- Kamerun (köztársaság)
  - Államfő - Ahmadou Ahidjo (1960–1982), lista
  - Kormányfő – Paul Biya (1975–1982), lista
- Kenya (köztársaság)
  - Államfő - Daniel arap Moi (1978–2002), lista
- Kongói Köztársaság (népköztársaság)
  - A kommunista párt vezetője – Denis Sassou Nguesso (1979–1991), a Kongói Munkáspárt Központi Bizottsága elnökségének elnöke
  - Államfő - Denis Sassou Nguesso (1979–1992), lista
  - Kormányfő – Louis Sylvain Goma (1975–1984), lista
- Közép-afrikai Köztársaság (köztársaság)
  - Államfő - 
    1. David Dacko (1979–1981)
    2. André Kolingba (1981–1993), lista

  - Kormányfő – 
    1. Jean-Pierre Lebouder (1980–1981)
    2. Simon Narcisse Bozanga (1981)
- Lesotho (alkotmányos monarchia)
  - Uralkodó - II. Moshoeshoe király (1965–1990)
  - Kormányfő - Leabua Jonathan (1965–1986),[5] lista
- Libéria (köztársaság)
  - Államfő - Samuel Doe (1980–1990), lista
- Líbia (köztársaság)
  - De facto országvezető - Moammer Kadhafi (1969–2011), lista
  - Névleges államfő - 
    1. Abdul Ati al-Obeidi (1979–1981)
    2. Muhammad az-Zarúk Radzsab (1981–1984), Líbia Népi Kongresszusa főtitkára

  - Kormányfő - Dzsadallah Azzúz at-Talhí (1979–1984), lista
- Madagaszkár (köztársaság)
  - Államfő - Didier Ratsiraka altengernagy (1975–1993), lista
  - Kormányfő - Désiré Rakotoarijaona alezredes, (1977–1988), lista
- Malawi (köztársaság)
  - Államfő - Hastings Banda (1966–1994), lista
- Mali (köztársaság)
  - Államfő - Moussa Traoré vezérőrnagy (1968–1991), lista
- Marokkó (alkotmányos monarchia)
  - Uralkodó - II. Haszan király (1961–1999)
  - Kormányfő - Máti Buabíd (1979–1983), lista
  -  Nyugat-Szahara (részben elismert állam)
    - Államfő - Mohamed Abdelaziz (1976–2016), lista
    - Kormányfő - Mohamed Lamine Úld Ahmed (1976–1986), lista
- Mauritánia (köztársaság)
  - Államfő - Mohamed Khouna Ould Haidalla (1980–1984), lista
  - Kormányfő - 
    1. Szid Ahmed Úld Bneidzsara (1980–1981)
    2. Maaouya Ould Sid'Ahmed Taya (1981–1984), lista
- Mauritius (monarchia)
  - Uralkodó – II. Erzsébet királynő (1968–1992)
  - Főkormányzó – Sir Dayendranath Burrenchobay (1978–1983), lista
  - Kormányfő - Sir Seewoosagur Ramgoolam (1960–1982), lista
- Mayotte (Franciaország tengerentúli megyéje)
  - Prefektus -
  - Philippe Jacques Nicolas Kessler (1980–1981)
  - Pierre Sevellec (1981–1982), lista
  - A Területi Tanács elnöke - Younoussa Bamana (1976–2004)
- Mozambik (népköztársaság)
  - A kommunista párt vezetője – Samora Machel (1975–1986), a Mozambiki Felszabadítási Front elnöke
  - Államfő - Samora Machel (1975–1986), lista
- Niger (köztársaság)
  - Államfő - Seyni Kountché (1974–1987), lista
- Nigéria (köztársaság)
  - Államfő - Sehu Sagari (1979–1983), a Legfelsőbb Katonai Tanács elnöke, lista
- Ruanda (köztársaság)
  - Államfő - Juvénal Habyarimana (1973–1994), lista
- São Tomé és Príncipe (köztársaság)
  - Államfő - Manuel Pinto da Costa (1975–1991), lista
- Seychelle-szigetek (köztársaság)
  - Államfő - France-Albert René (1977–2004), lista
- Sierra Leone (köztársaság)
  - Államfő - Siaka Stevens (1971–1985), lista
- Szenegál (köztársaság)
  - Államfő - Abdou Diouf (1981–2000), lista
  - Kormányfő – Habib Thiam (1981–1983), lista
- Szent Ilona, Ascension és Tristan da Cunha (Egyesült Királyság tengerentúli területe)
  - Kormányzó - 
    1. Geoffrey Colin Guy (1976–1981)
    2. John Dudley Massingham (1981–1984), lista
- Szomália (népköztársaság)
  - A kommunista párt vezetője – Sziad Barré (1976–1991), a Szomáliai Forradalmi Szocialista Párt főtitkára
  - Államfő – Sziad Barré (1969–1991), lista
- Szudán (köztársaság)
  - Államfő - Dzsáfar Nimeri (1969–1985), lista
  - Kormányfő – Dzsáfar Nimeri (1977–1985), lista
- Szváziföld (abszolút monarchia)
  - Uralkodó - II. Sobhuza király (1921–1982)[6]
  - Kormányfő - Mabandla Dlamini herceg (1979–1983), lista
- Tanzánia (köztársaság)
  - Államfő - Julius Nyerere (1962–1985),[7] lista
  - Kormányfő - Cleopa David Msuya (1980–1983), lista
  -  Zanzibár
    - Államfő – Mwinyi Aboud Jumbe sejk (1972–1984), elnök
- Togo (köztársaság)
  - Államfő - Gnassingbé Eyadéma (1967–2005), lista
- Tunézia (köztársaság)
  - Államfő - Habíb Burgiba (1957–1987), lista
  - Kormányfő - Mohammed Mzali (1980–1986), lista
- Uganda (köztársaság)
  - Államfő - Milton Obote (1966–1971), (1980–1985), lista
  - Kormányfő - Otema Alimadi (1980–1985), lista
- Zaire (köztársaság)
  - Államfő - Mobutu Sese Seko (1965–1997), lista
  - Kormányfő - 
    1. Jean Nguza Karl-i-Bond (1980–1981)
    2. N'singa Udjuu Ongwabeki Untubu (1981–1982), lista
- Zambia (köztársaság)
  - Államfő - Kenneth Kaunda (1964–1991), lista
  - Kormányfő – 
    1. Daniel Lisulo (1978–1981)
    2. Nalumino Mundia (1981–1985), lista
- Zimbabwe (köztársaság)
  - Államfő - Canaan Banana (1980–1987), lista
  - Kormányfő – Robert Mugabe (1980–1987), lista
- Zöld-foki Köztársaság (köztársaság)
  - Államfő - Aristides Pereira (1975–1991), lista
  - Kormányfő - Pedro Pires (1975–1991), lista

## Dél-Amerika
- Argentína (köztársaság)
  - Államfő - 
    1. Jorge Rafael Videla (1976–1981)
    2. Roberto Eduardo Viola (1981)
    3. Carlos Lacoste (1981), ügyvivő
    4. Leopoldo Galtieri (1981–1982), lista
- Bolívia (köztársaság)
  - Államfő - 
    1. Luis García Meza Tejada (1980–1981)
    2. Junta (1981)
    3. Celso Torrelio (1981–1982), lista
- Brazília (köztársaság)
  - Államfő - João Figueiredo (1979–1985), lista
- Chile (köztársaság)
  - Államfő - Augusto Pinochet tábornok (1973–1990), lista
- Ecuador (köztársaság)
  - Államfő - 
    1. Jaime Roldós Aguilera (1979–1981)
    2. Osvaldo Hurtado (1981–1984), lista
- Falkland-szigetek (Az Egyesült Királyság tengerentúli területe)
  - Kormányzó - Sir Rex Hunt (1980–1982), kormányzó lista
- Guyana (köztársaság)
  - Államfő - Forbes Burnham (1980–1985), lista
  - Miniszterelnök - Ptolemy Reid (1980–1984), lista
- Kolumbia (köztársaság)
  - Államfő - Julio César Turbay Ayala (1978–1982), lista
- Paraguay (köztársaság)
  - Államfő - Alfredo Stroessner (1954–1989), lista
- Peru (köztársaság)
  - Államfő - Fernando Belaúnde Terry (1980–1985), lista
  - Kormányfő - Manuel Ulloa Elías (1980–1982), lista
- Suriname (köztársaság)
  - De facto vezető – Dési Bouterse altábornagy, a Nemzeti Katonai Tanács elnöke, (1980–1988)
  - Államfő - Hendrick Chin A Sen (1980–1982), lista
  - Kormányfő – Hendrick Chin A Sen (1980–1982), lista
- Uruguay (köztársaság)
  - Államfő - 
    1. Aparicio Méndez (1976–1981)
    2. Gregorio Conrado Álvarez (1981–1985), lista
- Venezuela (köztársaság)
  - Államfő - Luis Herrera Campins (1979–1984), lista

## Észak- és Közép-Amerika
- Amerikai Egyesült Államok (köztársaság)
  - Államfő - 
    1. Jimmy Carter (1977–1981)
    2. Ronald Reagan (1981–1989), lista

  -  Puerto Rico (Az Egyesült Államok társult állama)
    - Kormányzó - Carlos Romero Barceló (1977–1985), lista

  -  Amerikai Virgin-szigetek (Az Egyesült Államok társult állama)
    - Kormányzó - Juan Francisco Luis (1978–1987), lista
- Anguilla (Az Egyesült Királyság tengerentúli területe)
  - Kormányzó - Charles Harry Godden (1978–1983), lista
  - Főminiszter - Ronald Webster (1980–1984)
- Antigua és Barbuda (parlamentáris monarchia)
- 1981. november 1-jén nyerte el függetlenségét.
  - Uralkodó - II. Erzsébet királynő, Antigua és Barbuda királynője, (1981–2022)
  - Főkormányzó - Sir Wilfred Jacobs (1967–1981), Antigua kormányzója; (1981–1993), lista
  - Kormányfő - Vere Bird (1976–1994), lista
- Bahama-szigetek (parlamentáris monarchia)
  - Uralkodó - II. Erzsébet királynő, a Bahama-szigetek királynője (1973–2022)
  - Főkormányzó - Sir Gerald Cash (1979–1988), lista
  - Kormányfő - Sir Lynden Pindling (1967–1992),[8] lista
- Barbados (parlamentáris monarchia)
  - Uralkodó - II. Erzsébet királynő, Barbados királynője (1966–2021)
  - Főkormányzó - Sir Deighton Lisle Ward (1976–1984), lista
  - Kormányfő - Tom Adams (1976–1985), lista
- Belize (parlamentáris monarchia)
- Brit Honduras 1981. szeptember 21-én nyerte el függetlenségét.
  - Uralkodó - II. Erzsébet királynő, Belize királynője, (1981–2022)
  - Főkormányzó - 
    1. James Hennessy (1980–1981), Belize kormányzója
    2. Dáma Elmira Minita Gordon (1981–1993), lista

  - Kormányfő - George Cadle Price (1961–1984), lista
- Bermuda (Az Egyesült Királyság tengerentúli területe)
  - Kormányzó - Richard Posnett (1980–1983), lista
  - Kormányfő - David Gibbons (1977–1982), lista
- Brit Virgin-szigetek (Az Egyesült Királyság tengerentúli területe)
  - Kormányzó - James Alfred Davidson (1978–1982), lista
  - Kormányfő - Lavity Stoutt (1979–1983), lista
- Costa Rica (köztársaság)
  - Államfő - Rodrigo Carazo Odio (1978–1982), lista
- Dominikai Közösség (köztársaság)
  - Államfő - Aurelius Marie (1980–1983), lista
  - Kormányfő - Dáma Eugenia Charles (1980–1995), lista
- Dominikai Köztársaság (köztársaság)
  - Államfő - Antonio Guzmán Fernández (1978–1982), lista
- Salvador (köztársaság)
  - Államfő - Junta (1979–1982), lista
- Grenada (parlamentáris monarchia)
  - Uralkodó - II. Erzsébet királynő, Grenada királynője, (1974–2022)
  - Főkormányzó - Sir Paul Scoon (1978–1992), lista
  - Kormányfő - Maurice Bishop (1979–1983), lista
- Guatemala (köztársaság)
  - Államfő - Fernando Romeo Lucas García (1978–1982), lista
- Haiti (köztársaság)
  - Államfő - Jean-Claude Duvalier (1971–1986), Haiti örökös elnöke, lista
- Holland Antillák (A Holland Királyság társult állama)
  - Uralkodó - Beatrix királynő, a Holland Antillák királynője, (1980–2010)
  - Kormányzó - Bernadito M. Leito (1970–1983), lista
  - Miniszterelnök - Dominico Martina (1979–1984), lista
- Honduras (köztársaság)
  - Államfő - Policarpo Paz García (1978–1982), lista
- Jamaica (parlamentáris monarchia)
  - Uralkodó - II. Erzsébet királynő, Jamaica királynője, (1962–2022)
  - Főkormányzó - Sir Florizel Glasspole (1973–1991), lista
  - Kormányfő - Edward Seaga (1980–1989), lista
- Kajmán-szigetek (Az Egyesült Királyság tengerentúli területe)
  - Kormányzó - Thomas Russell (1974–1982), lista
- Kanada (parlamentáris monarchia)
  - Uralkodó - II. Erzsébet királynő, Kanada királynője, (1952–2022)
  - Főkormányzó - Edward Schreyer (1979–1984), lista
  - Kormányfő - Pierre Trudeau (1980–1984), lista
- Kuba (népköztársaság)
  - A kommunista párt főtitkára - Fidel Castro (1965–2011), főtitkár
  - Államfő - Fidel Castro (1976–2008), lista
  - Miniszterelnök - Fidel Castro (1959–2008), lista
- Mexikó (köztársaság)
  - Államfő - José López Portillo (1976–1982), lista
- Montserrat (Az Egyesült Királyság tengerentúli területe)
  - Kormányzó - David Kenneth Hay Dale (1980–1984), lista
  - Kormányfő - John Osborne (1978–1991), lista
- Nicaragua (köztársaság)
  - Államfő - A Nemzeti Újjáépítés Tanácsa (1978–1985), lista
- Panama (köztársaság)
  - De facto országvezető – 
    1. Omar Torrijos (1968–1981)
    2. Florencio Flores Aguilar (1981–1982), a Nemzeti Gárda parancsnoka

  - Államfő - Aristides Royo (1978–1982), lista
- Saint Kitts és Nevis
- Saint Christopher and Nevis (az Egyesült Királyság társult állama)
  - Kormányzó - Sir Probyn Ellsworth-Innis (1975–1981), kormányzó
  - Kormányfő - Kennedy Simmonds (1980–1995), lista
- Saint Lucia (parlamentáris monarchia)
  - Uralkodó - II. Erzsébet királynő, Szent Lucia királynője, (1979–2022)
  - Főkormányzó - Boswell Williams (1980–1982), lista
  - Kormányfő - 
    1. Allan Louisy (1979–1981)
    2. Winston Cenac (1981–1982)
    3. John Compton (1982–1996), lista
- Saint-Pierre és Miquelon (Franciaország külbirtoka)
  - Prefektus - 
    1. Clément Bouhin (1979–1981)
    2. Claude Guyon (1981–1982), lista

  - A Területi Tanács elnöke - Albert Pen (1968–1984), lista
- Saint Vincent és a Grenadine-szigetek (parlamentáris monarchia)
  - Uralkodó - II. Erzsébet királynő, Saint Vincent királynője, (1979–2022)
  - Főkormányzó - Sir Sydney Gun-Munro (1976–1985),[9] lista
  - Kormányfő - Milton Cato (1974–1984),[10] lista
- Trinidad és Tobago (köztársaság)
  - Államfő - Sir Ellis Clarke (1972–1987),[11] lista
  - Kormányfő - 
    1. Eric Williams (1956–1981)[12]
    2. George Chambers (1981–1986), lista
- Turks- és Caicos-szigetek (Az Egyesült Királyság tengerentúli területe)
  - Kormányzó - John Clifford Strong (1978–1982), lista
  - Főminiszter - Norman Saunders (1980–1985), lista

## Ázsia
- Afganisztán (népköztársaság)
  - A kommunista párt vezetője – Babrak Karmal (1979–1986), az Afgán Népi Demokratikus Párt főtitkára
  - Államfő – Babrak Karmal (1979–1986), lista
  - Kormányfő – 
    1. Babrak Karmal (1979–1981)
    2. Szultán Ali Kestmand (1981–1988), lista
- Bahrein (alkotmányos monarchia)
  - Uralkodó - II. Ísza emír (1961–1999)[13]
  - Kormányfő - Halífa ibn Szalmán Al Halífa, lista (1970–2020)[14]
- Banglades (köztársaság)
  - Államfő - 
    1. Ziaur Rahman (1977–1981)
    2. Abdusz Szattar (1981–1982), lista
- Bhután (abszolút monarchia)
  - Uralkodó - Dzsigme Szingye Vangcsuk király (1972–2006)
- Brunei (brit protektorátus)
  - Főmegbízott - Arthur Christopher Watson (1978–1984), Brunei brit főmegbízottja
  - Uralkodó - Hassanal Bolkiah, szultán (1967–)
  - Kormányfő - 
    1. Pengiran Dipa Negara Laila Diraja Pengiran Abdul Mumin (1972–1981)
    2. Pehin Orang Kaya Laila Wijaya Dato Haji Abdul Aziz Umar (1981–1983), ügyvezető, lista
- Burma (köztársaság)
  - Államfő - 
    1. Ne Vin (1962–1981)
    2. Szan Ju tábornok (1981–1988), lista

  - Kormányfő - Maung Maung Kha ezredes (1977–1988), lista
- Dél-Korea (köztársaság)
  - Államfő - Cson Duhvan (1980–1988), lista
  - Kormányfő - Nam Dakvu (1980–1982)), lista
- Egyesült Arab Emírségek (abszolút monarchia)
  - Elnök - Zájed bin Szultán Ál Nahján (1971–2004), lista
  - Kormányfő - Rásid bin Szaíd Al Maktúm (1979–1990), lista
  - Az egyes Emírségek uralkodói (lista):
    - Abu-Dzabi – Zájed bin Szultán Ál Nahján (1971–2004)
    - Adzsmán –
      1. Rásid ibn Humajd an-Nuajmi (1928–1981)
      2. Humajd ibn Rásid an-Nuajmi (1981–)

    - Dubaj – Rásid bin Szaíd Al Maktúm (1979–1990)
    - Fudzsejra – Hamad ibn Muhammad as-Sarki (1974–)
    - Rász el-Haima – Szakr ibn Muhammad al-Kászimi (1948–2010)
    - Sardzsa – Szultán ibn Muhammad al-Kászimi (1972–)
    - Umm al-Kaivain – 
      1. Ahmád ibn Rásid al-Mualla (1929–1981)
      2. Rásid ibn Ahmad al-Mualla (1981–2009)
- Észak-Korea (népköztársaság)
  - A kommunista párt főtitkára - Kim Ir Szen (1948–1994), főtitkár
  - Államfő - Kim Ir Szen (1972–1994), országvezető
  - Kormányfő - Li Dzsongok (1977–1984), lista
- Fülöp-szigetek (köztársaság)
  - Államfő - Ferdinand Marcos (1965–1986), lista
  - Kormányfő – 
    1. Ferdinand Marcos (1978–1981)
    2. Cesar Virata (1981–1986), lista
- Hongkong (brit koronafüggőség)
  - Kormányzó - Sir Murray MacLehose (1971–1982), lista
- India (köztársaság)
  - Államfő - Nilam Szandzsiva Reddy (1977–1982), lista
  - Kormányfő - Indira Gandhi (1980–1984), lista
- Indonézia (köztársaság)
  - Államfő - Suharto (1967–1998), lista
- Irak (köztársaság)
  - Államfő - Szaddám Huszein (1979–2003), lista
  - Kormányfő - Szaddám Huszein (1979–1991), lista
- Irán (köztársaság)
  - Legfelső vallási vezető - Ruholláh Homeini (1979–1989), lista
  - Államfő - 
    1. Ábolhasszán Bániszádr (1979–1981)
    2. Ali Hámenei (1981–1989), lista

  - Kormányfő – 
    1. Mohammad Ali Rajai (1980–1981)
    2. Mir-Hoszein Muszavi (1981–1989)
- Izrael (köztársaság)
  - Államfő - Jichák Návón (1978–1983), lista
  - Kormányfő - Menáhém Begín (1977–1983), lista
- Japán (parlamentáris monarchia)
  - Uralkodó - Hirohito császár (1926–1989)
  - Kormányfő - Szuzuki Zenko (1980–1982), lista
- Dél-Jemen (Jemeni Népi Demokratikus Köztársaság) (népköztársaság)
  - A kommunista párt vezetője – Ali Naszír Muhammad (1980–1986), a Jemeni Szocialista Párt főtitkára
  - Államfő – Ali Naszír Muhammad (1980–1986), Dél-Jemen Legfelsőbb Népi Tanácsa elnökségének elnöke
  - Kormányfő – Haidar Abu Bakr al-Attasz (1971–1986)
- Észak-Jemen (Jemeni Arab Köztársaság) (köztársaság)
  - Államfő - Ali Abdullah Szaleh (1978–2012),[15] lista
  - Kormányfő – Abd al-Karím al-Irjáni (1980–1983), lista
- Jordánia (alkotmányos monarchia)
  - Uralkodó - Huszejn király (1952–1999)
  - Kormányfő - Mudár Badrán (1980–1984), lista
- Kambodzsa (népköztársaság)
  - A kommunista párt vezetője – 
    1. Pen Szovan (1981)
    2. Heng Szamrin (1981–1991)

  - Államtanács elnöke – Heng Szamrin (1979–1992)
  - Kormányfő - 
    1. Pen Szovan (1981)
    2. Csan Szü (1981–1984), lista
- Katar (abszolút monarchia)
  - Uralkodó - Halífa emír (1972–1995)
  - Kormányfő - Halífa emír (1970–1995)[16]
- Kína (népköztársaság)
  - Legfelső Vezető – Teng Hsziao-ping (1970–90-es évek)
  - A kommunista párt főtitkára - 
    1. Hua Koufeng (1976–1981)
    2. Hu Jaopang (1981–1987), főtitkár

  - Államfő - Je Csian-jing (1978–1983), lista
  - Kormányfő - Csao Cejang (1980–1987), lista
- Kuvait (alkotmányos monarchia)
  - Uralkodó - III. Dzsáber emír (1977–2006)[17]
  - Kormányfő - Szaad al-Abdulláh al-Szálim asz-Szabáh (1978–2003),[17] lista
- Laosz (népköztársaság)
  - A kommunista párt főtitkára - Kajszone Phomviháne (1975–1992), főtitkár
  - Államfő - Szuphanuvong (1975–1991), ügyvezető elnök, lista
  - Kormányfő - Kajszone Phomviháne (1975–1991), lista
- Libanon (köztársaság)
  - Államfő - Elíasz Szárkisz (1976–1982), lista
  - Kormányfő - Safík Wadzan (1980–1984), lista
- Makaó (Portugália tengerentúli területe)
  - Kormányzó - 
    1. Nuno Viriato Tavares de Melo Egídio (1979–1981)
    2. Vasco de Almeida e Costa (1981–1986), kormányzó
- Malajzia (parlamentáris monarchia)
  - Uralkodó - Ahmad szultán (1979–1984)
  - Kormányfő - 
    1. Husszein Onn (1976–1981)
    2. Mahathir bin Mohamad (1981–2003), lista
- Maldív-szigetek (köztársaság)
  - Államfő - Maumoon Abdul Gayoom (1978–2008), lista
- Mongólia (népköztársaság)
  - A kommunista párt vezetője – Jumdzságin Cedenbál (1958–1984), Mongol Forradalmi Néppárt Központi Bizottságának főtitkára
  - Államfő - Jumdzságin Cedenbál (1974–1984), Mongólia Nagy Népi Hurálja Elnöksége elnöke, lista
  - Kormányfő - Dzsambün Batmönkh (1974–1984), lista
- Nepál (alkotmányos monarchia)
  - Uralkodó - Bírendra király (1972–2001)
  - Kormányfő - Szurja Bahadur Thapa (1979–1983), lista
- Omán (abszolút monarchia)
  - Uralkodó - Kábúsz szultán (1970–2020)
  - Kormányfő - Kábúsz bin Száid al Száid (1972–2020), lista
- Pakisztán (köztársaság)
  - Államfő - Mohammad Ziaul Hakk (1978–1988), lista
  - Kormányfő - Mohammad Ziaul Hakk (1977–1985), lista
- Srí Lanka (köztársaság)
  - Államfő - Junius Richard Jayewardene (1978–1989), lista
  - Kormányfő - Ranasinghe Premadasa (1978–1989), lista
- Szaúd-Arábia (abszolút monarchia)
  - Uralkodó - Khalid király (1975–1982)
  - Kormányfő - Khalid király (1975–1982)
- Szingapúr (köztársaság)
  - Államfő - 
    1. Benjamin Sheares (1971–1981)
    2. Devan Nair (1981–1985), lista

  - Kormányfő - Li Kuang-jao (1959–1990)[18]
- Szíria (köztársaság)
  - Államfő - Hafez al-Aszad (1971–2000), lista
  - Kormányfő - Abdul Rauf al-Kasm (1980–1987), lista
- Tajvan (köztársaság)
  - Államfő - Csiang Csinkuo (1978–1988), lista
  - Kormányfő - Szun Junszuan (1978–1984), lista
- Thaiföld (parlamentáris monarchia)
  - Uralkodó - Bhumibol Aduljadezs király (1946–2016)
  - Kormányfő - Prem Tinszulanonda (1980–1988), lista
- Törökország (köztársaság)
  - Államfő - Kenan Evren (1980–1989), lista
  - Kormányfő - Bülend Ulusu (1980–1983), lista
- Vietnám (népköztársaság)
  - A kommunista párt főtitkára - Lê Duẩn (1960–1986), főtitkár
  - Államfő - 
    1. Nguyễn Hữu Thọ (1980–1981) ügyvezető
    2. Trường Chinh (1981–1987), lista

  - Kormányfő - Phạm Văn Đồng (1955–1987),[19] lista

## Óceánia
- Amerikai Szamoa (Az Amerikai Egyesült Államok külterülete)
  - Kormányzó - Peter Tali Coleman (1978–1985), lista
- Ausztrália (parlamentáris monarchia)
  - Uralkodó - II. Erzsébet királynő, Ausztrália királynője, (1952–2022)
  - Főkormányzó - Sir Zelman Cowen (1977–1982), lista
  - Kormányfő - Malcolm Fraser (1975–1983), lista
  -  Karácsony-sziget (Ausztrália külterülete)
    - Adminisztrátor - Mac Holten (1980–1982)

  -  Kókusz (Keeling)-szigetek (Ausztrália külterülete)
    - Adminisztrátor - Charles Ivens Buffett (1977–1981)

  -  Norfolk-sziget (Ausztrália autonóm területe)
    - Adminisztrátor - 
      1. Peter Coleman (1979–1981)
      2. Thomas Ferguson Paterson (1981–1982)

    - Kormányfő - David Buffett (1979–1986), lista
- Csendes-óceáni-szigetek (ENSZ gyámsági terület, USA adminisztráció)
  - Főbiztos –
    1. Adrian P. Winkel (1977–1981)
    2. Janet J. McCoy (1981–1987)

  -  Északi-Mariana-szigetek (autonóm terület)
    - Kormányzó - Carlos Camacho (1978–1982), lista

  -  Marshall-szigetek (autonóm terület)
    - Államfő - Amata Kabua (1979–1996), lista

  -  Mikronézia (autonóm terület)
    - Államfő - Tosiwo Nakayama (1979–1987), lista

  -  Palau (autonóm terület)
    - Államfő - Haruo Remeliik (1981–1985), lista
- Fidzsi (monarchia)
  - Uralkodó – II. Erzsébet királynő, Fidzsi királynője, (1970–1987)
  - Főkormányzó – Ratu Sir George Cakobau (1973–1983), lista
  - Kormányfő - Ratu Sir Kamisese Mara (1967–1987), lista
- Francia Polinézia (Franciaország külterülete)
  - Főbiztos - 
    1. Paul Cousseran (1977–1981)
    2. Paul Noirot-Cosson (1981–1983), lista
- Guam (Az USA külterülete)
  - Kormányzó - Paul McDonald Calvo (1979–1983), lista
- Kiribati (köztársaság)
  - Államfő - Ieremia Tabai (1979–1982), lista
- Nauru (köztársaság)
  - Államfő - Hammer DeRoburt (1978–1986), lista
- Nyugat-Szamoa (parlamentáris monarchia)
  - Uralkodó - Malietoa Tanumafili II, O le Ao o le Malo (1962–2007)
  - Kormányfő - Tufuga Efi (1976–1982), lista
- Pápua Új-Guinea (parlamentáris monarchia)
  - Uralkodó - II. Erzsébet királynő, Pápua Új-Guinea királynője (1975–2022)
  - Főkormányzó - Sir Tore Lokoloko (1977–1983), lista
  - Kormányfő - Sir Julius Chan (1980–1982), lista
  -  Bougainville (autonóm terület)
    - Miniszterelnök – Leo Hannett (1980–1984) adminisztrátor
- Pitcairn-szigetek (Az Egyesült Királyság külbirtoka)
  - Kormányzó - Sir Richard Stratton (1980–1984), lista
- Salamon-szigetek (parlamentáris monarchia)
  - Uralkodó - II. Erzsébet királynő, a Salamon-szigetek királynője (1978–2022)
  - Főkormányzó - Baddeley Devesi (1978–1988), lista
  - Kormányfő - 
    1. Peter Kenilorea (1976–1981)[20]
    2. Solomon Mamaloni (1981–1984), lista
- Tonga (alkotmányos monarchia)
  - Uralkodó - IV. Tāufaʻāhau Tupou király (1965–2006)[21]
  - Kormányfő - Fatafehi Tu'ipelehake herceg (1965–1991),[21] lista
- Tuvalu (parlamentáris monarchia)
  - Uralkodó - II. Erzsébet királynő, Tuvalu királynője (1978–2022)
  - Főkormányzó - Sir Fiatau Penitala Teo (1978–1986), lista
  - Kormányfő - 
    1. Toaripi Lauti (1975–1981)
    2. Tomasi Puapua (1981–1989), lista
- Új-Kaledónia (Franciaország külbirtoka)
  - Főbiztos - 
    1. Claude Charbonniaud (1978–1981)
    2. Christian Nucci (1981–1982), lista
- Új-Zéland (parlamentáris monarchia)
  - Uralkodó - II. Erzsébet királynő, Új-Zéland királynője (1952–2022)
  - Főkormányzó - Sir David Beattie (1980–1985), lista
  - Kormányfő - Robert Muldoon (1975–1984), lista
  -  Cook-szigetek (Új-Zéland társult állama)
    - A királynő képviselője - Sir Gaven Donne (1975–1984)
    - Kormányfő - Tom Davis (1978–1983), lista

  -  Niue (Új-Zéland társult állama)
    - Kormányfő - Sir Robert Rex (1974–1992), lista

  -  Tokelau-szigetek (Új-Zéland külterülete)
    - Adminisztrátor - Frank Corner (1975–1984)
- Vanuatu (köztársaság)
  - Államfő - Ati George Sokomanu (1980–1989), lista
  - Kormányfő - Walter Lini (1979–1991),[22] lista
- Wallis és Futuna (Franciaország külterülete)
  - Főadminisztrátor -  Robert Thil (1980–1983), lista
  - Területi Gyűlés elnöke - Manuele Lisiahi (1978–1984), lista